# Dicranota (Rhaphidolabis) hickmanae
Dicranota (Rhaphidolabis) hickmanae is een tweevleugelige uit de familie Pediciidae. De soort komt voor in het Nearctisch gebied.